# Хлопаки (телесеріал)
Хлопаки (англ. The Boys) — американський вебсеріал про супергероїв, заснований на однойменному коміксі Гарта Енніса та Даріка Робертсона. Він розповідає про однойменний загін, який бореться з надпотужними особами, що зловживають своїми здібностями.
Прем'єра шоу відбулася 26 липня 2019 року на Amazon Prime Video. Ще до прем'єри серіал продовжили на другий сезон, прем'єра якого відбулася 4 вересня 2020 року. Прем'єра третього сезону відбулася 3 червня 2022 року. Спіноф серіалу під назвою Покоління V вийшов 29 вересня 2023 року. Четвертий сезон серіалу вийшов 13 червня 2024 року.

## Синопсис
Дійство серіалу розгортається у всесвіті, де люди з надзвичайними здібностями є світовими знаменитостями і належать впливовій корпорації «Vought International», яка доручає їм різні місії і заробляє на них гроші. Однак поза своїх героїчних амплуа більшість персонажів відрізняються зарозумілою поведінкою і зловживають славою і безкарністю. Серіал розповідає про дві протиборчі групи: загін «Хлопаків», учасники якого прагнуть тримати супергероїв під контролем, і «Сімку», елітну команду «Vought».
«Хлопаків» очолює Біллі Бутчер, що зневажає всіх людей з надздібностями, а лідером «Сімки» є егоїстичний і неврівноважений Патріот. Серіал також розповідає про нових членів кожної команди: Г'юї Кемпбелл приєднується до «Хлопаків» після того, як його подруга гине при зіткненні на високій швидкості з одним з учасників «Сімки», а Енні Дженьюері на прізвисько Зіронька, новобранець «Сімки», стикається з неприємною правдою про супергероїв, якими вона захоплювалася з дитинства. Серед інших членів Сімки — спустошена Королева Мейв, наркозалежний Експрес, небезпечний Глибина, таємничий Чорнуар та біла супрематистка Громовиця. Наглядає за «Сімкою» — керівник «Vought» Медлін Стілвел, пізніше наступником якої стає публіцистка Ешлі Барретт. До команди «Хлопаків» належить тактичний стратег Молоко Матері, фахівець зі зброї Французик та суперпотужна піддослідна Самиця.

## Актори і персонажі
= Головна роль в сезоні
     = Другорядна роль в сезоні
     = Гостьова роль в сезоні
     = Не з'являється
| Актор              | Персонаж                       | Поява в сезонах | Поява в сезонах | Поява в сезонах | Поява в сезонах | Поява в сезонах |
| Актор              | Персонаж                       | 1               | 2               | 3               | 4               | Епізоди         |
| ------------------ | ------------------------------ | --------------- | --------------- | --------------- | --------------- | --------------- |
| Карл Урбан         | Вільям «М'ясник» Бутчер        | 8               | 8               | 8               | 8               | 32              |
| Джек Квейд         | Г'ю «Г'юї» Кемпбелл            | 8               | 8               | 8               | 8               | 32              |
| Ентоні Старр       | Хоумлендер / Джон              | 8               | 8               | 8               | 8               | 32              |
| Ерін Моріарті      | Зіронька / Енні Дженьюері      | 8               | 8               | 8               | 8               | 32              |
| Домінік МакЕлліґот | Королева Мейв / Меггі Шоу      | 8               | 8               | 5               |                 | 21              |
| Лаз Алонсо         | Молоко Матері / Марвін Мілк    | 6               | 8               | 8               | 8               | 30              |
| Джессі Т. Ашер     | Експрес / Реджі Франклін       | 8               | 8               | 8               | 8               | 32              |
| Чейс Кроуфорд      | Глибина / Кевін                | 8               | 8               | 8               | 8               | 32              |
| Томер Капон        | Французик / Серж               | 7               | 8               | 8               | 8               | 31              |
| Карен Фукухара     | Самиця / Кіміко Міяшіро        | 5               | 8               | 8               | 8               | 29              |
| Нейтан Мітчелл     | Чорний нуар                    | 7               | 5               | 6               | 8               | 26              |
| Колбі Мініфі       | Ешлі Баррет                    | 5               | 8               | 8               | 8               | 29              |
| Ая Кеш             | Громовиця / Свобода            |                 | 8               | 2               |                 | 10              |
| Елізабет Шу        | Медлін Стілвел                 | 8               | 1               |                 |                 | 9               |
| Клаудія Думіт      | Вікторія «Вік» Ньюман          |                 | 5               | 6               | 8               | 19              |
| Дженсен Еклз       | Солдатик                       |                 |                 | 7               |                 | 7               |
| Лорі Голден        | Багряна Графиня                |                 |                 | 5               |                 | 5               |
| Сьюзан Хейворд     | Сейдж / Джессіка Бредлі        |                 |                 |                 | 8               | 8               |
| Велорі Керрі       | Firecracker / Місті Такер Грей |                 |                 |                 | 8               | 8               |
| Джеффрі Дін Морган | Джо Кесслер                    |                 |                 |                 | 8               | 8               |
| Всього епізодів    | Всього епізодів                | 8               | 8               | 8               | 8               | 32              |

### Основні персонажі
- Карл Урбан — Вільям «М'ясник» Бутчер — лідер загону «Хлопаки» і колишній оперативник підрозділу SAS, який недовіряє людям з надздібностями. Він має особливу ненависть до Патріота, який, на його думку, відповідальний за зникнення його дружини. Англієць. Розмовляє Британським акцентом, через що дехто його не сприймає, оскільки події переважно відбуваються в Америці, де більшість розмовляє Американською мовою. По релігійним поглядам — Войовничий Атеїст.
- Джек Квейд — Г'ю «Г'юї» Кемпбелл — молодик, котрий приєднується до «Хлопаків», після того як його дівчина випадково загинула від зіткнення з Експресом Американець.
- Лаз Алонсо — Марвін Т. «Молоко Матері» (ММ) — член загону «Хлопаки». Відповідає за організацію та планування. Він постійно обіцяє залишити групу заради безпеки своєї сім'ї (інколи через часті сутички з Французиком), але М'ясник заманює його назад. Афроамериканець
- Томер Капон — Французик / Серж — член загону «Хлопаки». Найманець, який добре знається на зброї і комунікаціях. Має звичку не слідувати планам команди, що призводить до його постійних конфліктів з Молоком Матері.Француз.
- Карен Фукухара — Самиця / Кіміко — німа та дика учасниця загону «Хлопаки» з неймовірною силою і здатністю до регенерації. Примусово отримувала суміш «V» в рамках програми по створенню надпотужних терористів; приєднується до загону після того, як вони рятують її. Коли її брат, також приймає Суміш «V» та прибуває до Америки, вона не підкоряється наказу М'ясника вбити його і намагається переконати його приєднатися до «Хлопаків».Японка.
- Ентоні Старр — Патріот / Джон — лідер команди «Сімка». Найсильніший супергерой на Землі. Вміє літати, неймовірно сильний і стріляє тепловими променями з очей. Володіє рентгенівським зором, бачить крізь будь-які перешкоди, окрім цинкових. За публічним іміджем благородного героя ховається зарозумілий і жорстокий чоловік, який мало піклується про благополуччя тих, кого він покликаний захищати.
- Домінік МакЕлліґот — Королева Мейв / Меггі Шоу — давній член команди «Сімка», колишня подружка Патріота. Володіє неймовірною фізичною силою. Свого часу прагнула захищати життя невинних людей, але розчарувалася і потерпає від синдрому вигоряння та посттравматичного розладу. Відчуває романтичні почуття до своєї колишньої дівчини Єлени.
- Ерін Моріарті — Зіронька / Енні Дженьюері — новий член команди «Сімка». Володіє здатністю випромінювати яскраве світло. Одна з небагатьох супергероїв, які щиро допомагають людям. Зіронька ставить під сумнів свою лояльність по відношенню до «Сімки» після того, як дізнається дійсний характер її учасників, і стає подвійним агентом, довіряє «Хлопакам», і особливо Г'юї, з яким у неї виникає романтичний зв'язок. По релігійним поглядам Енні Дженьюері починала як набожна Християнка (найімовірніше Протестантська Християнка), проте згодом у неї стається Криза Віри, і її релігійні погляди стають схожими на Агностицизм. Проте згодом вона знову повертається до християнської віри. Зараз її релігію можна схарактеризувати як Світське Протестантське Християнство.
- Джессі Т. Ашер — Експрес / Реджі Франклін — член команди «Сімка», володар надлюдської швидкості. Прагнення зберегти за собою титул найшвидшої людини на Землі призводить його до залежності від Суміші «V». Після серцевого нападу не може повернутися в форму і його виключають із «Сімки».
- Чейс Кроуфорд — Глибина / Кевін — член команди «Сімка», який має здатність спілкуватися з морськими тваринами і дихати під водою. Петтон Освальт озвучує зябра Глибини.
- Нейтан Мітчелл — Чорнуар — мовчазний член команди «Сімка», який володіє надлюдською силою і спритністю, і приховує свою зовнішність за чорним костюмом.
- Елізабет Шу — Медлін Стілвел — (1 сезон; гостьова роль — 2 сезон) харизматична і підступна віце-президент «Vought International».
- Колбі Мініфі — Ешлі Барретт — (2 сезон; повторна роль — 1 сезон) маркетолог «Vought International» і агент Зіронька, згодом — віце-президент «Vought International».
- Ая Кеш — Громовиця / Свобода — (2 сезон) інтернет-знаменитість і учасниця «Сімки» з електрокінетичні здібностями. Публічно виступає за рівність статей, а потай є прихильником концепції переваги білих і любить вбивати «кольорових». Її популярність у американської публіки ставить під загрозу почуття переваги Патріота, що призводить до постійних конфліктів між ними. Німкеня.

### Другорядні персонажі
- Саймон Пегг — Г'ю Кемпбелл — (сезон 1) батько Г'юї. Він дуже піклується про свого сина і не вірить, що Г'юї здатний постояти за себе.
- Енн К'юсак — Дона Дженьюері — мати Зіроньки. З самого народження дочки мріяла зробити її супергероїнею.
- Дженніфер Еспосіто — Сьюзен Рейнер — (сезон 1; сезон 2 — запрошена акторка) заступниця директора ЦРУ, колишня коханка М'ясника.
- Шон Бенсон — Езекиїл — (сезон 1) гомофобний християнський супергерой, який є таємним геєм. Очолює компанію «Плащі для Христа». Має здібність розтягуватися.
- Крістіан Кієс — Нейтан Франклін — (сезон 1) старший брат і тренер Експреса.
- Бріттані Аллен — Пазурка / Шарлотта — (сезон 1) акторка і супергероїня, мала таємні стосунки з Експресом.
- Джордана Лажуа — Шері — подружка Французика і спеціалістка зі зброї.
- Шантель Вансантен — Бекка Бутчер — дружина М'ясника, яка зникла 8 років тому.
- Нікола Коррея-Дамуд — Єлена — колишня коханка Королеви Мейв.
- Лайла Робінс — полковник Грейс Меллорі — колишній заступниця директора ЦРУ, засновниця загону «Хлопаки» і наставниця М'ясника.
- Малкольм Барретт — Сет Рід — (сезон 1; запрошений актор — сезон 2) маркетолог компанії «Vought».
- Джанкарло Еспозіто — Стен Едгар — (сезон 2; запрошений актор — сезон 1) генеральний директор «Vought International» і начальник Стілвел.
- Кемерон Кроветті — Раян Бутчер — (сезон 2; запрошений актор — сезон 1) син Бекки Бутчер і Патріота. Паркер Корно зіграв цього персонажа в першому сезоні.
- Клаудія Думіт — Вікторія Ньюман — (сезон 2) молода конгресвумен.
- Ленгстон Керман — Лучник-Орел — (сезон 2) супергерой з Клівленда, чудово стріляє з лука. Вносить заставу за Глибини, щоб того випустили з в'язниці, і знайомить його з Церквою Колективу.
- Джессіка Хект — Керол Мангейм — (сезон 2) «вчителька» і терапевтка Лучника-Орла.

### Запрошені актори

#### Введені у 1 сезоні
- Алекс Хассель — Прозорий — (сезон 1) член «Сімки», котрий може перетворитися на невидимого, перетворивши свою шкіру на вуглецевий мета-матеріал із твердим, наче діамант, покриттям, який викривляє світло навколо нього.
- Девід Ріл — Еван Ламберт — маркетолог «Vought International» і напарник Сета.
- Джес Сальгейру — Робін Уорд — (сезон 1) колишня подруга Г'юї, загинула на початку серіалу від зіткнення з Експресом. Вона періодично з'являється в галюцинаціях Г'юї, який потерпає через посттравматичний стресовий розлад і почуття провини.
- Ден Дарін-Занко — Допельгангер (Двійник) — (сезон 1-2) супергерой, здатний змінювати зовнішній вигляд. Стілвел використовувала його для шантажу сенатора Калхун, маючи намір добитися для суперів дозволу служити в армії.
- Джон Доумен — Джона Фогельбаум — (сезон 1-2) вчений «Vought», який створив і виростив Патріота в стерильній лабораторії.
- Гейлі Джоел Осмент — Месмер / Чарльз — (сезон 1) колишній супергерой і колишня дитина-зірка, який може читати думки через контакт зі шкірою.
- Джим Бівер — Роберт Сінгер — Міністр оборони США.
- Мішка Тебо — Ударник — (сезон 1-2) суперник Експреса та його наступник у «Сімці».
- Альвіна Аугуст — Монік — (сезон 1) жінка Молока Матері і мати його доньки Джанін.
- Бріт Морган — Рейчел — (сезон 1) сестра Бекки і невістка М'ясника.
- Джекі Тон — Кортні — (сезон 1) помічниця продюсера «Vought».
- Дебора Деместр — Айседора — (сезон 1) дизайнер костюмів «Vought».
- Брендан Бейзер — Джефф — (сезон 1) оперативник «Vought», який курирує відпустку Глибини в Сандаскі, штат Огайо.
- Крішан Дутт і Самер Салем — Накіб — арабський супер-терорист з вибуховими здібностями, наче терорист-смертник. Крішан зіграв Накіба у першому сезоні, а Самер — у другому.

Джиммі Феллон, Майк Массаро, Біллі Зейн, Сет Роґен і Тара Рід грають самих себе.

#### Введені у 2 сезоні
- Девід Томпсон — Гекон — колишній супергерой з регенеративними здібностями та технік «Vought».
- Кріс Марк — Сліпар — сліпий супергерой із супер слухом, який намагається приєднатися до «Сімки».
- Абрахам Лім — Самець / Кенджі Міяшіро — молодший брат Самиці, який володіє телекінезом.
- Пі Джей Бірн — Адам Боурк — кінорежисер, який знімає фільм для «Vought» «Світанок семи» з «Сімкою» у головних ролях.
- Кеті Бреєр — Кассандра Шварц — член Церкви Колективу, дружина Глибини.
- Едріан Холмс — Доктор Парк — начальник комплексу, в якому Бекка утримується в полоні.
- Горан Вішнич — Аластар Адана — лідер Церкви Колективу.
- Шон Ешмор — Ліхтарник — колишній член «Сімки», володіє пірокинезом.
- Барбара Гордон — Джуді Аткінсон — тітка М'ясника, яка опікується його собакою Терором.
- Майкл Ейрс — Джей — злочинець і кращий друг Французика.
- Ендрю Джексон — Сосиска Кохання — об'єкт із Сумішшю «V». Має пеніс, який може розтягнутися до величезної довжини.
- Есс Гедльмозер — Сінді — об'єкт із Сумішшю «V», володіє телекінезом.
- Джейсон Грей-Стенфорд — Денніс — чоловік, автомобіль якого М'ясник та Зіронька забрали, щоб відвезти Г'юї до лікарні.
- Джон Нобл — Сем Бутчер — батько М'ясника.
- Леслі Ніколь — Конні Бутчер — мати М'ясника.

Кріс Хансен, Марія Менунос, Грег Гранберг, Ненсі О'Делл, Кеті Курік і Крістофер Леннерц грають самих себе.

#### Введені у 3 сезоні
- Дженсен Еклз — Солдатик
- Лорі Голден — Багряна Графиня

#### Введенні в короткометражних фільмах
- Девід С. Лі — Джок — старий друг М'ясника, до якого він звертається за допомогою.

## Епізоди
| Сезон | Епізоди | Епізоди | Оригінальний випуск | Оригінальний випуск |
| Сезон | Епізоди | Епізоди | Перший випуск       | Останній випуск     |
| ----- | ------- | ------- | ------------------- | ------------------- |
| 1     | 8       | 8       | 26 липня 2019       | 26 липня 2019       |
| 2     | 8       | 8       | 4 вересня 2020      | 9 жовтня 2020       |
| 3     | 8       | 8       | 3 червня 2022       | 8 липня 2022        |
| 4     | 8       | 8       | 13 червня 2024      | 18 липня 2024       |

### Сезон 1 (2019)
| № серії (загалом) | № серії (в сезоні) | Назва серії                  | Режисер(и)      | Сценарист(и)                    | Оригінальна дата показу |
| --- | ------------------ | ---------------------------- | --------------- | ------------------------------- | ----------------------- |
| 1 | 1                  | «Назва гри»                  | Ден Трахтенберг | Ерік Кріпке                     | 26 липня 2019           |
| Г'юї Кемпбелл має психічну травму після того, як його подруга Робін була вбита в результаті високошвидкісного удару зі знаменитим супергероєм Поїздом-А. Адвокати пропонують 45 000 доларів США за врегулювання ситуації, які Г'юї не наважується прийняти. Енні, честолюбна супергероїня, проходить прослуховування в ролі «Старлайт», і її приймають в супергеройську групу «Сімку» після відходу Ліхтарника. Прибувши в штаб «Сімки», її зустрічає Глибина, який шантажем схиляє її до орального сексу з ним. Біллі «М'ясник» Бутчер пропонує Г'юї шанс викрити корупцію супергероїв, відвівши його в секретний «Клуб суперів», щоб показати йому кадри з камер спостереження, на яких Поїзд-А сміється над смертю Робін. М'ясник просить Г'юї взяти гроші від адвокатів і таємно розмістити «жучок» у штаб-квартирі «Сімки», але спочатку Г'юї відмовляється. У Центральному парку Енні випадково зустрічає Г'юї, і вони мотивують один одного постояти за себе і впоратися зі своїми проблемами. Г'юї розміщає «жучка», але Прозорий виявляє його і протистоїть йому. М'ясник прибуває і допомагає Г'юї вивести з ладу Прозорого. В іншому місці Хоумлендер знищує літак мера Балтімора під час польоту, вбиваючи всіх пасажирів, у відповідь на спробу мера шантажувати «Vought». |                    |                              |                 |                                 |                         |
| 2 | 2                  | «Вишенька»                   | Метт Шекман     | Ерік Кріпке                     | 26 липня 2019           |
| М'ясник і Г'юї відводять Прозорого до Французика, який робить мета-кулю, щоб пробити тверду, як діамант шкіру супергероя, але це його не вбиває. М'ясник звертається до заступника директора ЦРУ Сьюзан Рейнор за «файлами Меллорі», але вона відмовляє йому. Віце-президент «Vought» Меделін Стіллвелл розповідає Хоумлендеру про знайдених Глибиною доказах, інкримінуючи йому авіакатастрофу. Під час роботи з Глибиною Старлайт обіцяє вбити його, якщо він знову спробує згвалтувати її. Стіллвелл використовує перетворення супера Допельгангера, щоб шантажувати сенатора Калхун, щоб він дозволив голосування, яке могло б дозволити «Vought» найняти супергероїв в армію. Енні після виконання завдання дізнається, що весь цей час їх знімали на камеру. Її агент, Ешлі, робить їй догану, що може привести до негативних юридичних наслідків. Поки Хоумлендер шукає Прозорого, Французик вирішує помістити вибухівку С-4 в товсту кишку супера, який зі страху розповідає, що Поїзд-А був зі своєю дівчиною Хлопкігтем, перш ніж він убив Робін. «Хлопаки» дізнаються, що Хоумлендер знаходиться поблизу, тому вони не можуть ризикнути вбити Прозорого вибухом. У той час як Французик і М'ясник відволікають увагу ще одним вибухом, Прозорий тікає і переконує Г'юї відпустити його. Однак Г'юї передумав і підірвав С-4, убивши Прозорого. |                    |                              |                 |                                 |                         |
| 3 | 3                  | «Отримуй»                    | Філіп Сгріккіа  | Джордж Мастрас                  | 26 липня 2019           |
| Г'юї їде, розповівши батькові, що він насправді відчуває. Старлайт отримує позитивну популярність за те, що зупинила згвалтування, але згодом дізнається, що Стіллвелл хоче, щоб вона носила відвертий костюм. Вона відмовляється, але Стіллвелл змушує її, інакше вона втратить роботу. М'ясник приводить свого старого друга, Молоко Матері, для спостереження за Хлопкігтем. Г'юї встановлює шпигунське програмне забезпечення на комп'ютер дівчини, і вони дізнаються, що Поїзд-А приймає речовину, що підвищує продуктивність, під назвою «V». М'ясник хоче викрити їх, перш ніж супери будуть допущені в армію, але йому потрібен флакон «V», який він хоче вкрасти на гонці Поїзда-А з Шоквейвом. Заздалегідь, Г'юї зустрічає Енні і запрошує її на обід, де вони відкриваються один одному. Поїзд-А таємно використовує «V», щоб перемогти, і публічно оголошує, що він неодружений, порушуючи свою обіцянку Хлопкігтю оприлюднити їхні стосунки. Коли ММ помічає, що Хлопкіготь залишила декілька флаконів, «Хлопаки» виявляють, що її серце розбите і вона вбиває свого домовласника під час гіперзарядженого сексу. М'ясник використовує це, щоб шантажувати Хлопкіготь і зробити її інформатором. У штаб-квартирі «Vought» Хоумлендер показує Стіллвелл останки Прозорого разом з посланням М'ясника: «ЙДЕМО ЗА ВАМИ». |                    |                              |                 |                                 |                         |
| 4 | 4                  | «Самиця»                     | Фред Туа        | Крейг Розенберг                 | 26 липня 2019           |
| Слідуючи пораді Хлопкіготь, «Хлопаки» знаходять притулок Тріади, в якому знаходиться японська дівчина замкнена у клітці на ім'я «Самиця», яку Французик звільняє. Після того, як вона вбиває своїх охоронців і тікає, ММ знаходить докази того, що вона була піддослідною. Коли Г'юї зустрічає Старлайт, М'ясник змушує його прослуховувати її телефон. Через те, що їх запаси «V» були скомпрометовані, Поїзд-А змушує Хлопкіготь піти в підпілля, поки він шукає Самицю. Стіллвелл відправляє Хоумлендера і королеву Мейв врятувати захоплений терористами авіалайнер. Однак після того, як він випадково руйнує панель управління, Хоумлендер кидає літак і його пасажирів, змушуючи Мейв піти з ним, перш ніж вона зможе їх врятувати. Після того, як Самиця вбиває жінку, пов'язану з її викрадачами, Французик вистежує її до Пенсільванського вокзалу. Він на мить встановлює з нею зв'язок, але втрачає її в натовпі, коли прибуває Поїзд-А і намагається її вбити. Французик привертає натовп, щоб відволітки Поїзд-А, дозволяючи Самиці втекти. «Хлопаки» заганяють її в кут, але вона атакує їх, перш ніж М'ясник використовує нокаутуючий газ. Стіллвелл рада бачити, що Хоумлендер використовує трагедію з авіалайнером, щоб підштовхнути до воєнізованих заходів, розбудивши натовп серцевою промовою, в той час як Мейв сумує про тих, кому вона і Хоумлендер дозволили померти.                                                                                |                    |                              |                 |                                 |                         |
| 5 | 5                  | «Добро для душі»             | Стефан Шварц    | Енн Сондерс                     | 26 липня 2019           |
| На «Believe Expo» Старлайт непомітно наказують просувати порядок денний «Vought», в той час як М'ясник змушує Г'юї зустрітися з Єзекиїлем, господарем виставки та їх наступною ціллю. Мейв відчуває себе винуватою за те, що дозволила авіалайнеру розбитися, і відвідує свою колишню дівчину Єлену, але йде, перш ніж повністю порозумітися з нею. М'ясникові потрібен час, щоб поговорити з Рейчел, його невісткою, про те, що вони поставили пам'ятник його дружині Беккі, яка зникла 8 років тому. Поїзд-А вбиває Хлопкіготь за те, що вона зрадила його, і знаходить записи спостереження за нею. Коли Єзекиїл залишається один, Г'юї вимагає у нього інформацію про «V». Старлайт порушує сценарій, щоб відверто розповісти про християнство, сексуальне насильство над нею і компроміси, на які вона пішла для свого корпоративного роботодавця. Г'юї пізніше втішає її і співчуває її важкому становищі, розповідаючи їй про смерть Робін. М'ясник і ММ виявляють, що «Vought» використовує «V» на немовлятах для виробництва суперів. Французик дізнається, що його шукає Чорний Нуар. Намагаючись втекти, Самиця наказує йому залишити її, але він з жалем виконує це. Схоже, вона вмирає, захищаючи його від Чорного Нуар, але прокидається, коли її рани регенеруються. |                    |                              |                 |                                 |                         |
| 6 | 6                  | «Невинні»                    | Дженніфер Фанг  | Ребекка Сонненшайн              | 26 липня 2019           |
| Тепер, поінформовані, «Хлопаки» знають, що «Vought» використовували суперські благодійні організації для контрабанди «V», замаскованого під вакцини, і створення супер-немовлят з 1971 року. Енні дізнається, що Ешлі звільнили, і Стіллвелл вимагає, щоб вона відповідала її задуманому іміджу. Енні відмовляється, відзначаючи, що звільнення її після повідомлення про сексуальне насильство зашкодить «Vought». Знаючи, що це був Глибина, Стіллвелл змушує його публічно вибачитися і переводить його в Сандаскі, штат Огайо, на творчу відпустку. М'ясник приводить Г'юї в групу підтримки людей які постраждали від суперів, але йде, кричачи на них за те, що вони нічого не роблять, щоб домогтися справедливості. Пізніше М'ясник розповідає Г'юї, що Хоумлендер згвалтував його дружину, яка незабаром зникла безвісти. Французик і ММ отримують допомогу від Месмера, телепата, щоб заглянути в розум Самиці, дізнавшись, що її звуть Кіміко і що вона була викрадена терористичною групою «Армія Визволення Сяючого Світу». Вони також дізнаються, що «Vought» створює терористів, посилених «V», щоб просувати свої плани по мілітаризації супергероїв. М'ясник повідомляє це Рейнор, але коли вона відмовляється напасти на Хоумлендера, він скасовує угоду. Месмер дає Хоумлендеру фотографії «Хлопаків» з камер спостереження. М'ясник дізнається про Г'юї і Енні, попереджаючи його не брататися з ворогом, і загрожує розповісти їй про вбивство Прозорого. |                    |                              |                 |                                 |                         |
| 7 | 7                  | «Суспільство самозбереження» | Ден Еттіес      | Крейг Розенберг, Еллі Монахан   | 26 липня 2019           |
| Г'юї і Енні займаються сексом, і він погоджується познайомити її зі своїм батьком. Глибина знаходить свою відпустку у Сандаскі нудною і піддається сексуальному насильству з боку фанатки. Хоумлендер проводить збори, щоб обговорити вбивство Прозорого, шантаж Єзекиїля і вбивство Робін Поїздом-А. Він звинувачує Старлайт в змові з Г'юї, але Мейв захищає її. Коли Поїзд-А дзвонить Г'юї, стверджуючи, що він тримає його батька в заручниках, «Хлопаки» розуміють, що Месмер зрадив їх, за що М'ясник пізніше вбиває його. Г'юї показує «V», щоб відвернути увагу Поїзда-А і дозволити Кіміко скалічити його. Хоумлендер запитує вченого «Vought» доктора Джона Фогельбаума про Бекку, який повідомляє йому, що вона була вагітною його дитиною, але потім стверджує, що обидва померли, і «Vought» приховали це. Ставлячи під сумнів одкровення, Фогельбаум висловлює жаль з приводу того, що зростив його в лабораторії, називаючи Хоумлендера своїм «найбільшим провалом». М'ясник просить Рейнор захистити сім'ї Г'юї і ММ в обмін на докази. Після звинувачення Рейонор Стіллвелл і «Vought», вона дізнається про надлюдського терориста Накіба. Енні протистоїть Г'юї, який пояснює використання «Voght» «V», перш ніж М'ясник прибуває, щоб врятувати його і стріляє в неї. |                    |                              |                 |                                 |                         |
| 8 | 8                  | «Ти знайшов мене»            | Ерік Кріпке     | Енн Сондерс, Ребекка Сонненшайн | 26 липня 2019           |
| Пентагон класифікує «V» як контрольовану речовину, а «Хлопаків» як втікачів, в той час як Енні протистоїть своїй матері. Глибина дізнається, що Стіллвелл заперечує його повернення в «Сімку» і потерпає від емоційного зриву. М'ясник відвозить Г'юї до полковника Грейс Меллорі, яка відмовляється від участі, але повідомляє їм про Стіллвелл і попереджає Г'юї про бажання М'ясника помститися. Г'юї йде, щоб попросити допомоги у Енні, але вона відмовляється через недовіру. Побачивши в собі своє колишнє «я», Мейв відкривається Старлайт, просячи її бути собою. Хоумлендер признається Стіллвелл, що він таємно влаштував створив супертерористів, і вони займаються сексом. На секретному об'єкті ЦРУ Г'юї допомагає Французику і ММ звільнити Кіміко. Старлайт рятує їх, і коли прибуває Поїзд-А, вона і Г'юї борються з ним, поки у супера не стається серцевий напад. Г'юї застосовує штучне дихання, але Старлайт бере верх, щоб він міг втекти. М'ясник бере Стіллвелл в заручники і обкладає її вибухівкою, щоб заманити Хоумлендера. Після розкриття того, що він катував Фогельбаума, щоб дізнатися правду про Бекку, Хоумлендер вбиває Стіллвелл, рятує М'ясника від його самовбивчого вибуху і показує йому, де Бекка таємно виховувала сина Хоумлендера. |                    |                              |                 |                                 |                         |

### Сезон 2 (2020)
| № серії (загалом) | № серії (в сезоні) | Назва серії                             | Режисер(и)       | Сценарист(и)       | Оригінальна дата показу |
| --- | ------------------ | --------------------------------------- | ---------------- | ------------------ | ----------------------- |
| 9 | 1                  | «Велика поїздка»                        | Філіп Сгріккіа   | Ерік Кріпке        | 4 вересня 2020          |
| «Хлопаки» стають розшукуваними втікачами, а М'ясний обвинувачений за вбивство Стіллвелл. Ховаючись разом, Г'юї, ММ, Французик та Кіміко дізнаються, що надпотужний терорист з телекінетичними здібностями вільний. Вони намагаються повідомити Рейнор, але її вбиває невідомий вбивця. Всупереч бажанням Г'юї, Французик зв'язується з М'ясником, щоб допомогти "Хлопакам" у протистоянні новим загрозам. Г'юї та Енні вимагають піддослідного «Vought» Гекона викрасти зразок «V». Влада Хоумлендера над «Vought» підпадає під сумнів, коли генеральний директор Стен Едгар запрошує нового супергероя Штормфронт без його схвалення. Коли Хоумлендеру не вдається залякати Едгара, він повертається до будинку Бекки, щоб побачити Раяна. Глибина приєднується до Церкви Колективу, намагаючись повернути собі прихильність «Сімки». |                    |                                         |                  |                    |                         |
| 10 | 2                  | «Правильна підготовка та планування»    | Ліз Фрідлендер   | Ребекка Сонненшайн | 4 вересня 2020          |
| М'ясник укладає угоду з Меллорі, щоб захопити надпотужного терориста в обмін на те, що Меллорі виявить місцезнаходження Бекки. Пізніше «Хлопаки» дізнаються, що терорист — молодший брат Кіміко, Кенджі, якого їм вдається захопити. Поїзд-А загрожує розкрити причетність Енні до «Хлопаків», коли він прийде до тями від коми, але Енні заперечує, знаючи, що він убив Хлопкіготь. Хоумлендер змушує себе вирушити у відокремлене місце, де живуть Бекка і Раян, щоб він міг стати батьком свого сина і навчити його своїм силам. Під впливом наркотиків Церкви Колективу Глибина розмовляє зі своїми зябрами, які спонукають його цінувати себе. Мейв говорить Єлені, що боїться, що Хоумлендер вб'є її, якщо дізнається про їхні стосунки. |                    |                                         |                  |                    |                         |
| 11 | 3                  | «За пагорбом з мечами тисячи чоловіків» | Стів Боюм        | Крейг Розенберг    | 4 вересня 2020          |
| Хоумлендер змушує Раяна використати свої сили, що призводить до того, що Раян атакує Хоумлендера, щоб захистити Бекку. Використовуючи зразок, який вона взяла у Гекона, Енні таємно дізнається, що «V» відповідає за наділення супергероїв їх здібностями. Едгар посилає «Сімку» за Кенджі, коли його помітила поліція. «Хлопаки» намагаються доставити Кенджі в притулок ЦРУ, але прибуття «Сімки» призводить до втечі Кенджі. Не підкоряючись наказам Хоумлендера, Штормфронт вбиває Кенджі, вбиваючи мирних жителів на своєму шляху, і звинувачує Кенджі в їх смерті. Едгар використовує руйнування, щоб довести, що супергерої необхідні для запобігання таких інцидентів, в той же час називаючи «V» роботою вчених-вигнанців під керівництвом Стіллвелл. |                    |                                         |                  |                    |                         |
| 12 | 4                  | «Нічого подібного на світі»             | Фред Туа         | Майкл Солтцман     | 11 вересня 2020         |
| Меллорі надає М'яснику інформацію про супергероя на ім'я Ліберті (Свобода) і місцезнаходження Бекки. М'ясник проникає в об'єкт, але Бекка відмовляється йти, тому що він не приймає Раяна. Чорний Нуар виявляє проникнення М'ясника. Під загрозою з боку Хоумлендера, Енні приєднується до Г'юї і MM в розслідуванні Свободи. Ці троє виявляють, що Ліберті — це Штормфронт, яка скоїла вбивство на расовому підґрунті в 1970-х роках. Стаючи нестабільнішим через те, що Штормфронт узурпувала його популярність, Хоумлендер виганяє фізично ослабленого Поїзда-А з «Сімки» і руйнує стосунки Мейв з Єленою. Французик розуміє, що його зусилля щодо захисту Кіміко мотивовані почуттям провини за його минулі злочини. Церква Колективу змушує Глибину піти в шлюб за розрахунком. "М'ясник: Rороткометражний фільм" вийшов за день до випуску цього епізоду, де М'ясник перебуває у втечі після того, як його обвинуватили за вбивство Стіллвелл, Бутчер звертається за допомогою до свого старого друга Джока, аби побити його до смерті після того, як Джок викликає поліцію. |                    |                                         |                  |                    |                         |
| 13 | 5                  | «Ми повинні йти зараз»                  | Себастіан Сільва | Еллі Монахан       | 18 вересня 2020         |
| Протести виникають проти Хоумлендера, коли з'являється відео, на якому він вбиває мирне населення. Штормфронт допомагає Хоумлендеру повернути собі популярність і вступає з ним в сексуальні відносини. М'ясник роздумує над тим, щоб піти на пенсію в будинку своєї тітки Джуді після того, як не зміг врятувати Бекку, що спонукало Г'юї і ММ втрутитися. На трійцю нападає Чорний Нуар, але М'ясник змушує Едгара відкликати його, погрожуючи розкрити інформацію про Раяна. Енні виявляє, що Штормфронт була в контакті з Едгаром з приводу психіатричної лікарні «Sage Grove». Конфронтація між Енні і Штормфронтом відбувається через те, що перша розкриває публіці «V», і знає минуле Ліберті. Мейв повідомляє Єлені, що вона планує падіння Хоумлендера, і наймає Глибину, щоб допомогти їй. |                    |                                         |                  |                    |                         |
| 14 | 6                  | «Закривавлені двері відключено»         | Сара Бойд        | Анслем Річардсон   | 25 вересня 2020         |
| Проникнувши в «Sage Grove», MM, Французик і Кіміко виявляють замкнутих в камерах піддослідних з «V». Французик впізнає в одному з санітарів Ліхтарника, що викликає бійку, через яку пацієнти вириваються назовні. Вимушені працювати разом, щоб вижити, «Хлопаки» дізнаються від Ліхтарника, що «Vought» намагається стабілізувати «V» у дорослих. Меллорі помилувала Ліхтарника за проханням Французика через його каяття за вбивство її онуків. Штормфронт повідомляє Хоумлендеру, що вона — перший успішний об'єкт «V» і вдова засновника Фредеріка Воут, бажаючи, щоб він привів наддержаву до світового панування. Мейв отримує відео, на якому Хоумлендер кидає літак як доказ проти нього. Неврівноважена пацієнтка Сінді тікає з «Sage Grove». Поїзд-А заманюють до Церкви Колективу. |                    |                                         |                  |                    |                         |
| 15 | 7                  | «М'ясник, пекар, свічкар»               | Стефан Шварц     | Крейг Розенберг    | 2 жовтня 2020           |
| Член Конгресу Вікторія Ньюман планує слухання справи проти «Vought» з Ліхтарником як головним свідком. Після того, як «Vought» розкриває зраду Енні, Г'юї переконує Ліхтарника приєднатися до нього в спробі порятунку, внаслідок чого останній підпалює себе, щоб дезактивувати камеру Г'юї відрубує руку Ліхатрника. Енні тікає за допомогою Мейв, яка затримує Чорного Нуара. Попри втрату Ліхтарника, М'ясник переконав Фогельбаума дати свідчення проти «Vought». Однак слухання саботується вбивцею, який вбиває Фогельбаума і інших таким же чином, як була убита Рейнор — вибухом голови. Тим часом Хоумлендер і Штормфронт маніпулюють Раяном, змушуючи його покинути Бекку. Поїзд-А з підозрою ставиться до Церкви Колективу. Мейв і Єлена розішлися через те, що Єлена побачика, як Мейв не змогла врятувати літак. |                    |                                         |                  |                    |                         |
| 16 | 8                  | «Що я знаю»                             | Алекс Грейвс     | Ребекка Сонненшайн | 9 жовтня 2020           |
| Дізнавшись від Бекки про захоплення Райана, М'ясник домовляється з Едгаром, щоб той допоміг Воуту визволити його в хатині Homelander. Однак М'ясник відмовляється від угоди і намагається врятувати Бекку і Райана від Штормфронту. Коли Штурмфронт нападає на його матір, Райан калічить її своїми очними лазерами, але випадково вбиває Бекку. М'ясник прощає Райана після того, як хлопець стає на його бік проти Homelander, а Мейв використовує записи з літака, щоб шантажувати Homelander, аби той їх відпустив. Після витоку інформації про нацистське минуле "Штурмфронту" Едгар зупиняє свій план продажу "З'єднання V", оскільки з хлопців знімають усі звинувачення, а Енні відновлюють у "Сім'ї". Адана також повертається до "Потягу А", але не до "Глибини", перш ніж вбивця вбиває Адану. ЦРУ бере Райана до себе. Г'юї влаштовується на роботу до Нойман, не знаючи, що вона і є вбивцею. |                    |                                         |                  |                    |                         |

### Сезон 3 (2022)
| № серії (загалом) | № серії (в сезоні) | Назва серії                                         | Режисер(и)    | Сценарист(и)                 | Оригінальна дата виходу |
| ----------------- | ------------------ | --------------------------------------------------- | ------------- | ---------------------------- | ----------------------- |
| 17                | 1                  | «Розплата»                                          | Філіп Сгрічча | Крейг Розенберг              | 3 червня 2022           |
| 18                | 2                  | «Єдина людина в небі»                               | Філ Сгричіа   | Девід Рід                    | 3 червня 2022           |
| 19                | 3                  | «Варварське узбережжя»                              | Джуліан Холмс | Анслем Річардсон і Джефф Олл | 3 червня 2022           |
| 20                | 4                  | «Славна п'ятирічка»                                 | Джуліан Холмс | Мередіт Глінн                | 10 червня 2022          |
| 21                | 5                  | «Останній раз поглянути на цей світ брехні»         | Нельсон Крегг | Еллі Монахан                 | 17 червня 2022          |
| 22                | 6                  | «Герогазм»                                          | Нельсон Крегг | Джессіка Чоу                 | 24 червня 2022          |
| 23                | 7                  | «Ось прийшла свічка, щоб засвітити тебе перед сном» | Сара Бойд     | Пол Греллонг                 | 1 липня 2022            |
| 24                | 8                  | «Миттєвий розпечений до білого дикий»               | Сара Бойд     | Логан Річі та Девід Рід      | 8 липня 2022            |

## Виробництво

### Розробка
У період з 2008 по 2016 рік компанії Columbia Pictures і Paramount Pictures працювали над екранізацією коміксу «Хлопаки».
6 квітня 2016 року було оголошено, що Cinemax розробляє серіал на основі однойменних коміксів. Виробництво проводилося Еріком Кріпке, Еваном Голдбергом і Сетом Рогеном. Кріпке повинен був написати сценарій серіалу, а Голдберг і Роген його зрежисувати. Повідомлялося, що виконавчими продюсерами шоу стали Кріпке, Голдберг, Роген, Ніл Моріц, Павун Шетті, Орі Мармур, Джеймс Уівер, Кен Левін та Джейсон Неттер, а виконавчими ко-продюсерами Гарт Енніс та Дарік Робертсон. Виробничі компанії, пов'язані з серіалом, включали Point Grey Pictures, Original Film і Sony Pictures Television.
8 листопада 2017 року було оголошено, що Amazon Video дала зелене світло для роботи над першим сезоном, який буде складатися з 8 епізодів. Робота над серіалом почалася за декілька місяців до його анонсу.

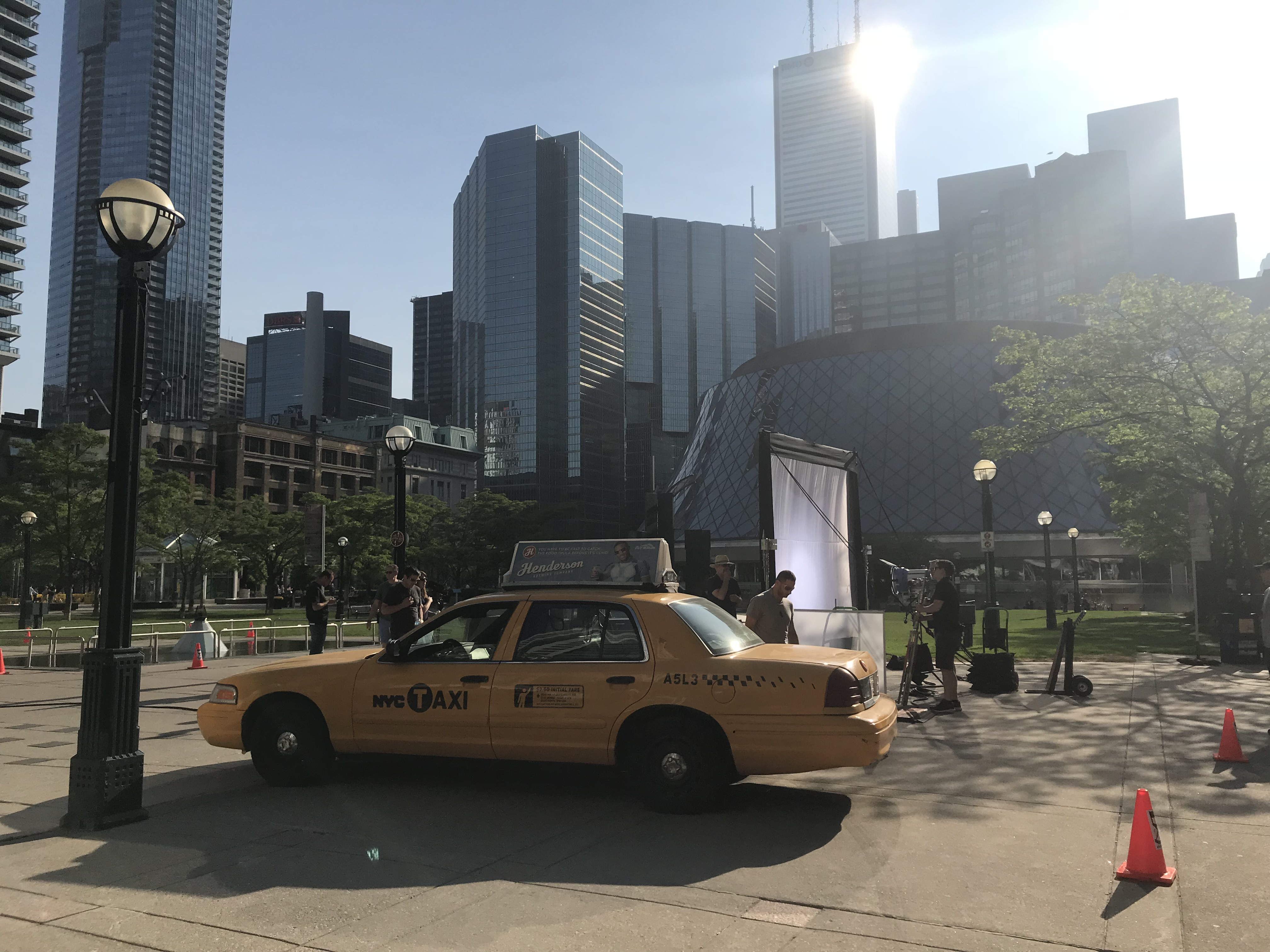
Фільмування «Хлопаків» на площі Пекаут, Торонто.

Кріпке хотів зберегти в серіалі відчуття реальності, і щоб сценаристи були дисципліновані, він вирішив: «Все, що виходить з цього препарату, життєздатне, а все, що не виходить, нам не дозволяється робити». Він не хотів впадати в надмірно використовувану традицію вбивства жіночих персонажів, щоб мотивувати героїв, а також побачив можливість здивувати читачів коміксів, змінивши історію дружини М'ясника Беккі.
30 квітня 2018 року було оголошено, що Ден Трахтенберг стане режисером першого епізоду серіалу. Він замінить Сета Рогена і Евана Голдберга, котрі пішли з проєкту через конфлікти в розкладі. Ще до прем'єри, 19 липня 2019 року, серіал продовжили на другий сезон. Робота на сценарієм епізодів другого сезону була завершена у листопаді 2019 року.
Перед прем'єрою другого сезону, 23 липня 2020 року, Amazon продовжили серіал на третій сезон на післяпоказовій програмі, яку проводила Айша Тайлер на фестивалі San Diego Comic-Con.

### Акторський склад
18 грудня 2017 року було оголошено, що Ерін Моріарті зіграє одну з головних героїнь серіалу Енні Дженьюері, супергероїню Зіронька. 17 січня 2018 року стало відомо, що до основного складу приєдналися Ентоні Старр, Домінік МакЕллігот, Чейс Кроуфорд, Джессі Т. Ашер і Нейтан Мітчелл. У березні 2018 року було оголошено, що Лаз Алонсо, Джек Квейд і Карен Фукухара теж приєдналися до акторського складу. 5 квітня 2018 року було заявлено, що Карл Урбан виконає головну роль Біллі «М'ясника» Бутчера. 15 травня 2018 року до акторського складу приєдналася Елізабет Шу, яка виконає роль Медлін Стілвел. 25 червня 2018 року було заявлено, що Томер Капон приєднався до основного складу на роль Французика. 30 серпня 2018 року було заявлено, що Дженніфер Еспосіто зіграє в серіалі роль агента ЦРУ Сьюзен Рейнер. 5 жовтня 2018 року під час щорічного New York Comic Con було оголошено, що Саймон Пегг зіграє роль батька Г'юї. За словами Даріка Робертсона, Г'юї в коміксах був намальований схожим на Пегга, після того, як він побачив Пегга в комедії «Закумарені», але Пегг вважав, що він занадто старий, щоб грати роль Г'юї в серіалі.
5 вересня 2019 року стало відомо, що Горан Вішнич і Клаудія Думіт візьмуть на себе другорядні ролі у другому сезоні. Наступного місяця, Петтон Освальт був призначений на секретну роль. У березні 2020 року на роль Громовиці було призначено Аю Кеш. 10 серпня 2020 року стало відомо, що роль Ліхтарника виконає Шон Ешмор. Наступного тижня, Дженсен Еклз приєднався до акторського складу на роль Солдатика.

### Знімання
Знімання першого сезону почали 22 травня 2018 року в Торонто, Онтаріо, Канаді і завершили 25 вересня 2018 року. Основне знімання другого сезону відбулося з 17 червня по 13 листопада 2019 року, в Торонто. Знімання третього сезону розпочнеться в 2021 році.

### Музика
Музичне супроводження для серіалу написав Крістофер Леннерц.
Автор музики Крістофер Леннерц. 
| #   | Назва                       | Тривалість |
| --- | --------------------------- | ---------- |
| 1.  | «Translucent Alive»         | 1:15       |
| 2.  | «Truck Robbery»             | 1:34       |
| 3.  | «Butcher»                   | 2:39       |
| 4.  | «Starlight»                 | 1:17       |
| 5.  | «On the Trail»              | 0:55       |
| 6.  | «Homelander and Stillwell»  | 2:16       |
| 7.  | «Race of the Century»       | 1:04       |
| 8.  | «Boys Arrive»               | 1:19       |
| 9.  | «Hughie Stalls Starlight»   | 1:23       |
| 10. | «Maeve Spars»               | 0:37       |
| 11. | «Start the Race»            | 2:00       |
| 12. | «Popclaw Climaxes»          | 0:56       |
| 13. | «Hijacking»                 | 2:45       |
| 14. | «Kidnapping Translucent»    | 1:10       |
| 15. | «Ass Bomb»                  | 2:42       |
| 16. | «Translucent Explodes»      | 4:06       |
| 17. | «Hughie Trashes Room»       | 1:29       |
| 18. | «Translucent Visits Hughie» | 1:13       |
| 19. | «Planting Bug Plan»         | 0:51       |
| 20. | «Dock Patrol»               | 1:50       |
| 21. | «I'm the Hero»              | 3:15       |
| 22. | «Vought»                    | 1:14       |
| 23. | «Starlight Teams Up»        | 0:43       |
| 24. | «Frenchie's First Kill»     | 1:35       |
| 25. | «Homelander's Speech»       | 1:42       |
| 26. | «Butcher's Pep Talk»        | 2:28       |
| 27. | «Rescue the Female»         | 1:35       |
| 28. | «Frenchie Lost Female»      | 1:46       |
| 29. | «Dead Shooter»              | 0:57       |
| 30. | «Hospital Shootout»         | 1:12       |
| 31. | «Graveside Sledgehammer»    | 2:24       |
| 32. | «Maeve's Girlfriend»        | 1:57       |
| 33. | «NICU»                      | 0:51       |
| 34. | «Tent Confrontation»        | 1:22       |
| 35. | «Starlight's Speech»        | 2:13       |
| 36. | «Come In»                   | 1:50       |
| 37. | «Black Knight Not»          | 1:07       |
| 38. | «Kimiko's Backstory»        | 1:20       |
| 39. | «Subway Chase»              | 1:01       |
| 40. | «Mesmer and Homelander»     | 1:36       |
| 41. | «The Mesmerizer»            | 0:30       |
| 42. | «Butcher Tells Hughie»      | 1:53       |
| 43. | «Hughie Kisses Starlight»   | 1:03       |
| 44. | «Robin's Memory»            | 2:02       |
| 45. | «SBS»                       | 2:09       |
| 46. | «Always a Choice»           | 2:39       |
| 47. | «Supe Terrorist»            | 1:36       |
| 48. | «A-Train Shows Up»          | 1:34       |
| 49. | «Shoot Out»                 | 2:49       |
| 50. | «I Got Teddy»               | 2:40       |

## Реліз
26 вересня 2018 року вийшов офіційний постер для серіалу. 5 жовтня 2018 року на New York Comic Con показали тизер-трейлер серіалу. 24 січня 2019 року через офіційний аккаунт Сета Рогена було випущено ще один тизер. 22 липня групою Slipknot випущено сингл із назвою «Solway Firth», де у кліпі використано кадри з серіалу. Прем'єра серіалу, котрий складається з 8 серій, відбулася 26 липня 2019 року, після ще одного тизеру. 26 червня 2020 року, стало відомо, що другий сезон серіалу дебютує 4 вересня 2020 року, з першими трьома епізодами. Офіційний трейлер другого сезону показали 4 серпня 2020 року.
Супутній короткометражний фільм «М'ясник», знятий між першим і другим сезоном, показаний 10 вересня 2020 року. Персонажі з «Хлопаків» також з'явилися в епізоді «Death Battle», від Prime Video, який було показано 17 вересня 2020 року.

## Критика

### Сезон 1
На Rotten Tomatoes, перший сезон має результат 84 % на основі 101 відгуку, з середнім рейтингом 7.65/10. Заключення критиків на сайті стверджує: «Хоч і погляди глядачів відрізняються, але насильницькі насолоди та готовність брати участь у важких, актуальних темах, безумовно, сподобаються тим хто шукає новий загін антигероїв, за яких можна вболівати». На Metacritic, він має середній бал 74 зі 100, оснований на 19 відгуках критиків, що означає «загалом сприятливі відгуки».
В жовтні 2019 року стало відомо, що за даними дослідження від Nielsen Media Research, перший сезон «Хлопаків» в перші 10 днів після релізу залучив 8 млн глядачів, роблячи його одним з найуспішніших серіалів від Amazon Prime.

### Сезон 2
На Rotten Tomatoes, другий сезон має результат 96 % на основі 84 відгуків, з середнім рейтингом 8.01/10. Заключення критиків на сайті стверджує: «Хлопаки» приголомшливо з'являються в чудовому другому сезоні, який глибше копається в складних персонажах і підіймає ставки, не завдаючи при цьому будь-яких соціально критичних ударів". На Metacritic, він має середній бал 81 зі 100, оснований на 14 відгуках критиків, що означає «загальне визнання».
Через те, що другий сезон серіалу виклали не одразу, як це було з першим, а поетапно — кожного тижня, глядачі почали «бомбити» рейтинг серіалу на сайті Amazon, через що, 6 вересня 2020 року на основі близько 1400 відгуків з однією «зіркою», рейтинг серіалу становив 49 %.

## Спін-офи

### Люди-Г
24 вересня 2020 року анонсовано спін-оф, який було віддано у розробку після успіху другого сезону «Хлопаків». Дійство відбувається в єдиному американському коледжі для молодих супергероїв, який керується «Vought International», спін-оф описується як «неповажний серіал із рейтингом R, який досліджує життя гормональних, конкурентоспроможних суперів, коли вони випробовують свої фізичні, сексуальні та моральні межі, змагаючись за найкращі контракти в найкращих містах». 2 жовтня 2020 року, Кріпке зазначив, що серіал фокусується на команді «Людей-Г», із серії коміксів згаданих у першому сезоні, пародуючи Людей-Ікс.

### Супер Порно
3 жовтня 2020 року, Ерік Кріпке підтвердив, що супергеройські порнографічні фільми, коротко зображені у епізоді «М'ясник, пекар, свічкар» другого сезону «Хлопаків», зацікавили його у тому, щоб показати їх на сайті Sony Pictures з однойменною назвою. Він також офіційно попросив Сета Рогена, Евана Голдберга, Ентоні Старра та інших підписників на сторінці у Twitter, приєднатися до петиції до Prime Video і Amazon Studios на дозвіл завантажити серії.